# ابوالقاسم شیرازی
ابوالقاسم ناصر بن احمد شیرازی  یا ابوالقاسم شیرازی  از نحودانان قرن پنجم هجری قمری بود. او در سال ۵۰۷ هجری قمری درگذشت. اثری در نحو به نام شرح اللمع لابن جنی دارد که شرحی است بر کتاب ابن جنی.